# 北京协和医院

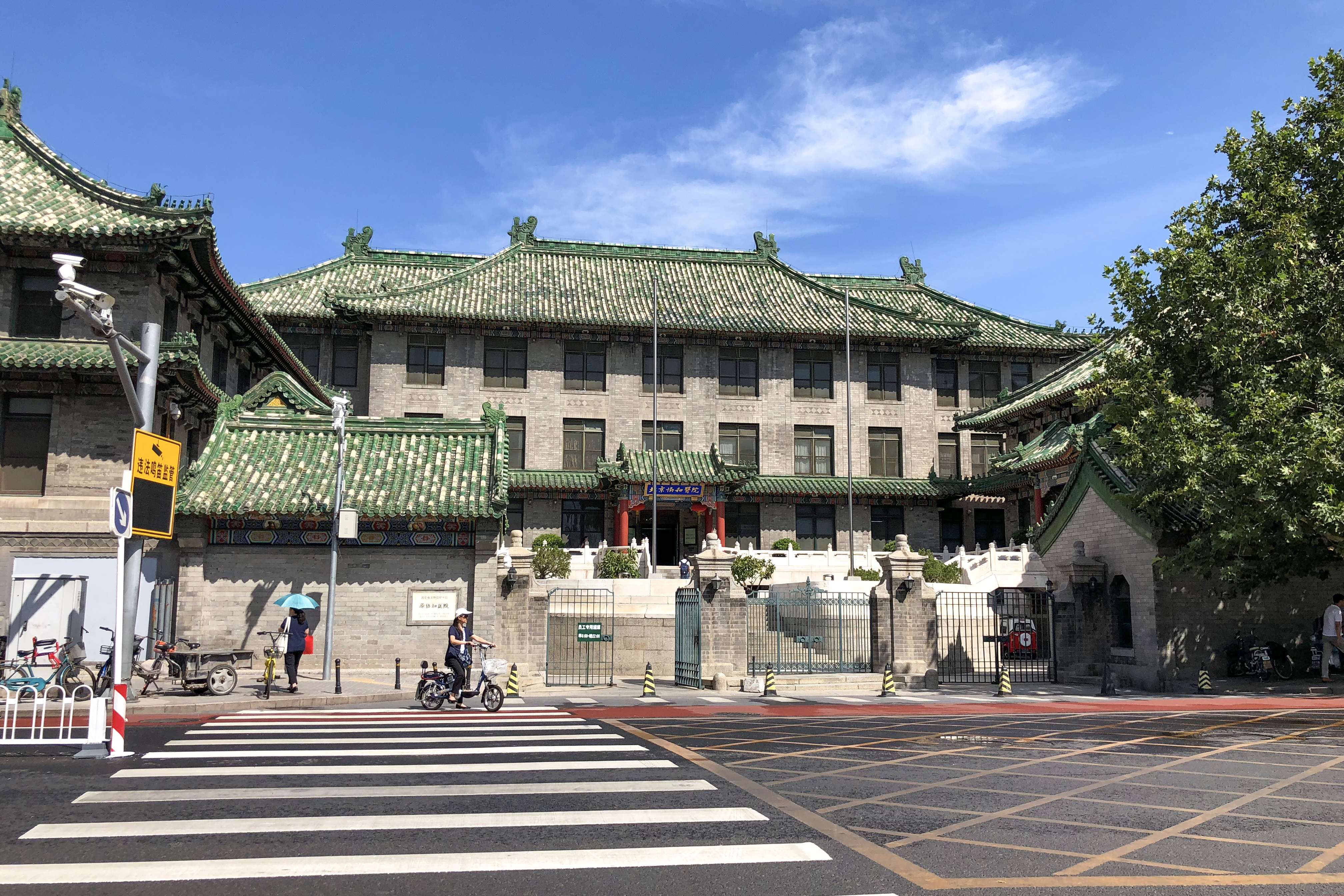
北京协和医院之老楼正门

北京协和医院位于中国北京市东城区，是集医疗、科研、教学为一体的大型综合三级甲等医院。它隶属于北京协和医学院，是其临床医院，同时也是中国医学科学院的临床医学研究所，中华人民共和国卫生部指定的诊治疑难重症的技术指导中心之一。医院成立于1921年9月16日。现任院长张抒扬。
北京协和医院是中国最早承担外宾医疗任务的单位，医院专门设立外宾和高干门诊部，开设专门的高干、外宾、特需病区。2006年7月28日被中国奥委会定为“国家队运动员医疗服务指定医院”。

## 历史与医院沿革

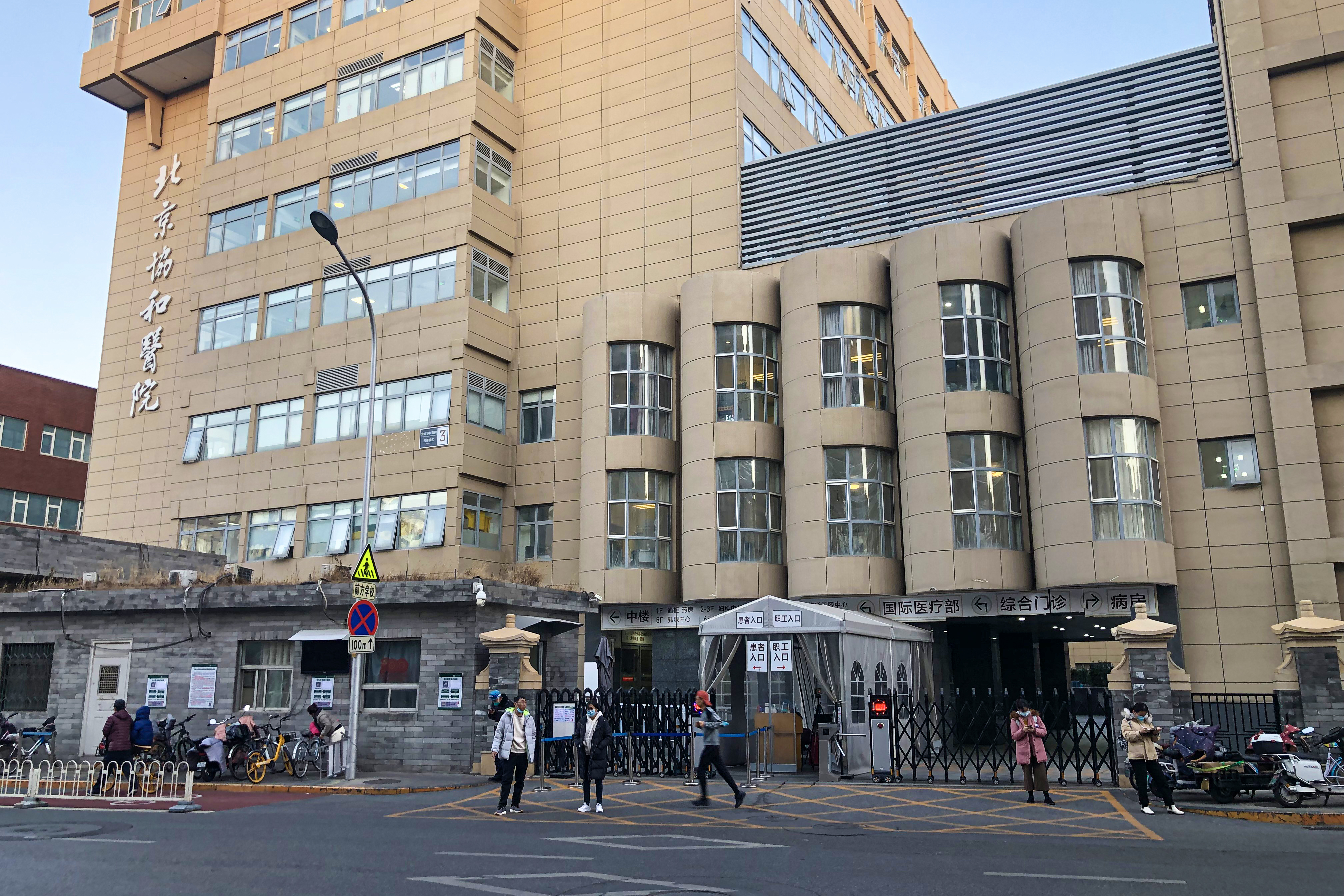
协和医院西单院区，原为邮电部下辖的邮电总医院

北京协和医院所属的北京协和医学院的前身是由美国洛克菲勒基金会于1917年创办的“协和医学院”。
1951年，中华人民共和国政府接办北京协和医院。文革中被改名为“反帝医院”。
2002年9月10日，北京协和医院同信息产业部邮电总医院合并为中国医学科学院北京协和医院。
北京协和医院在复旦大学医院管理研究所公布的中国医院排行榜中连续十一年名列榜首。

## 科室设置

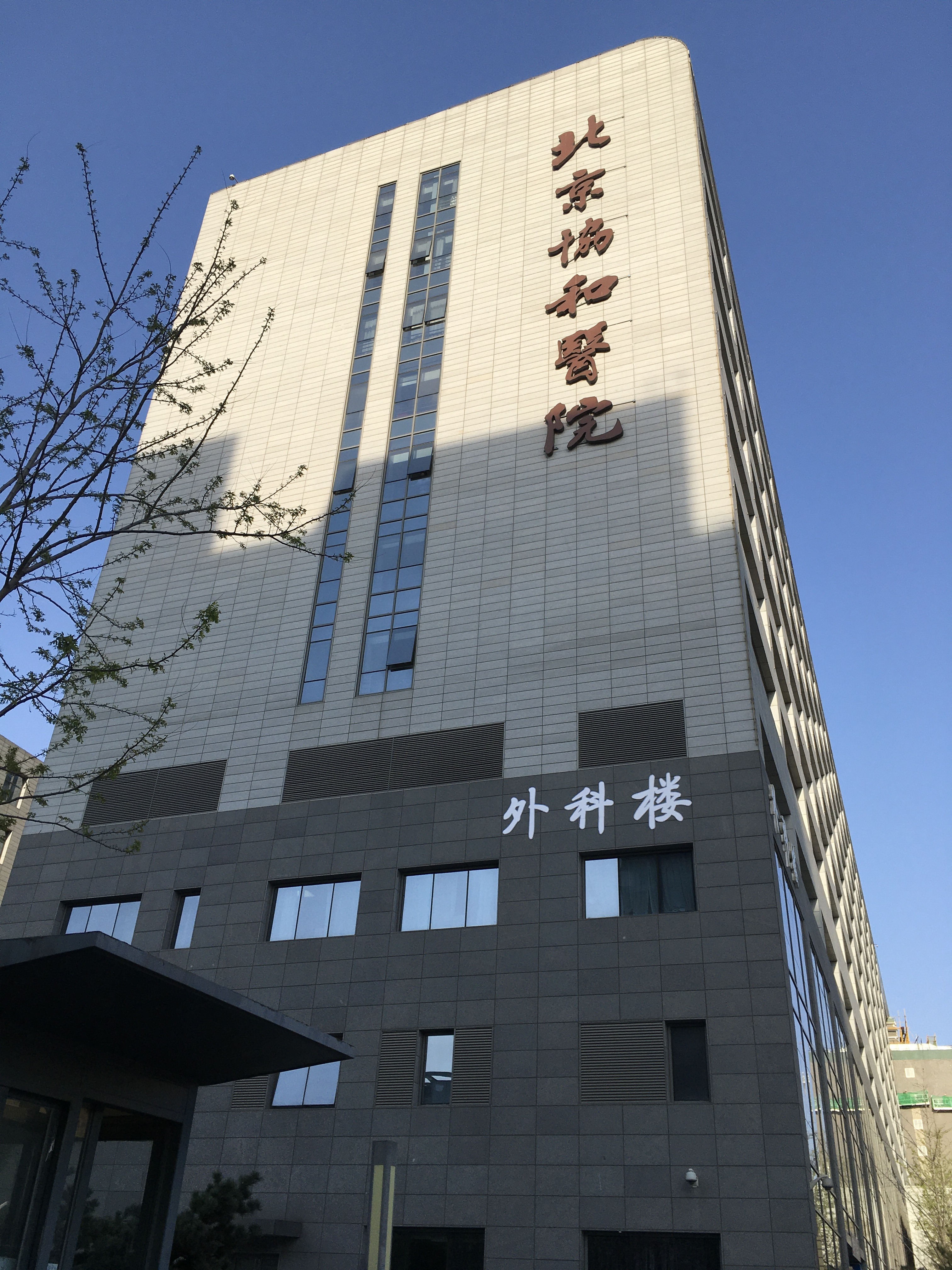
北京協和醫院外科樓

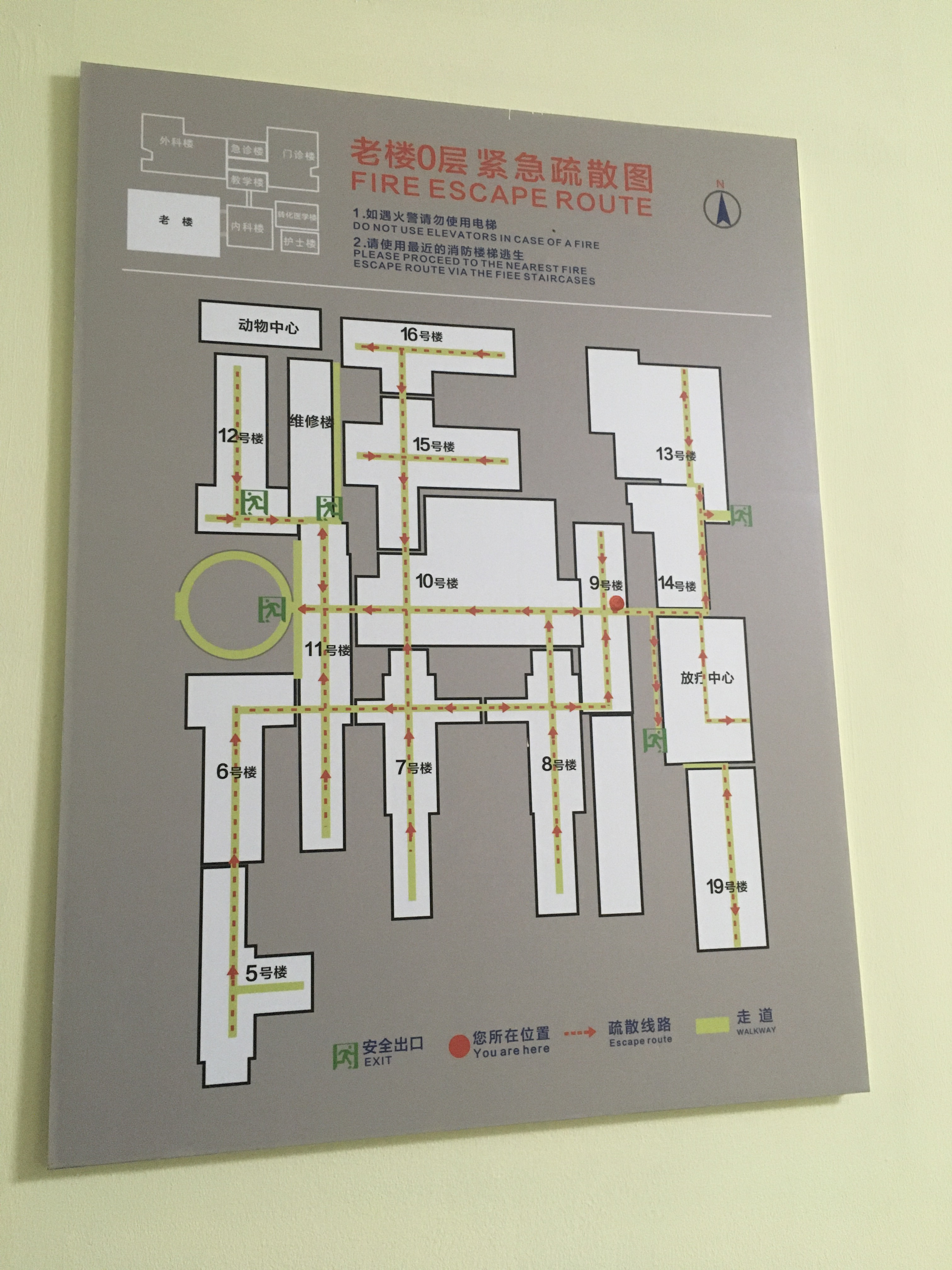
北京協和醫院平面圖

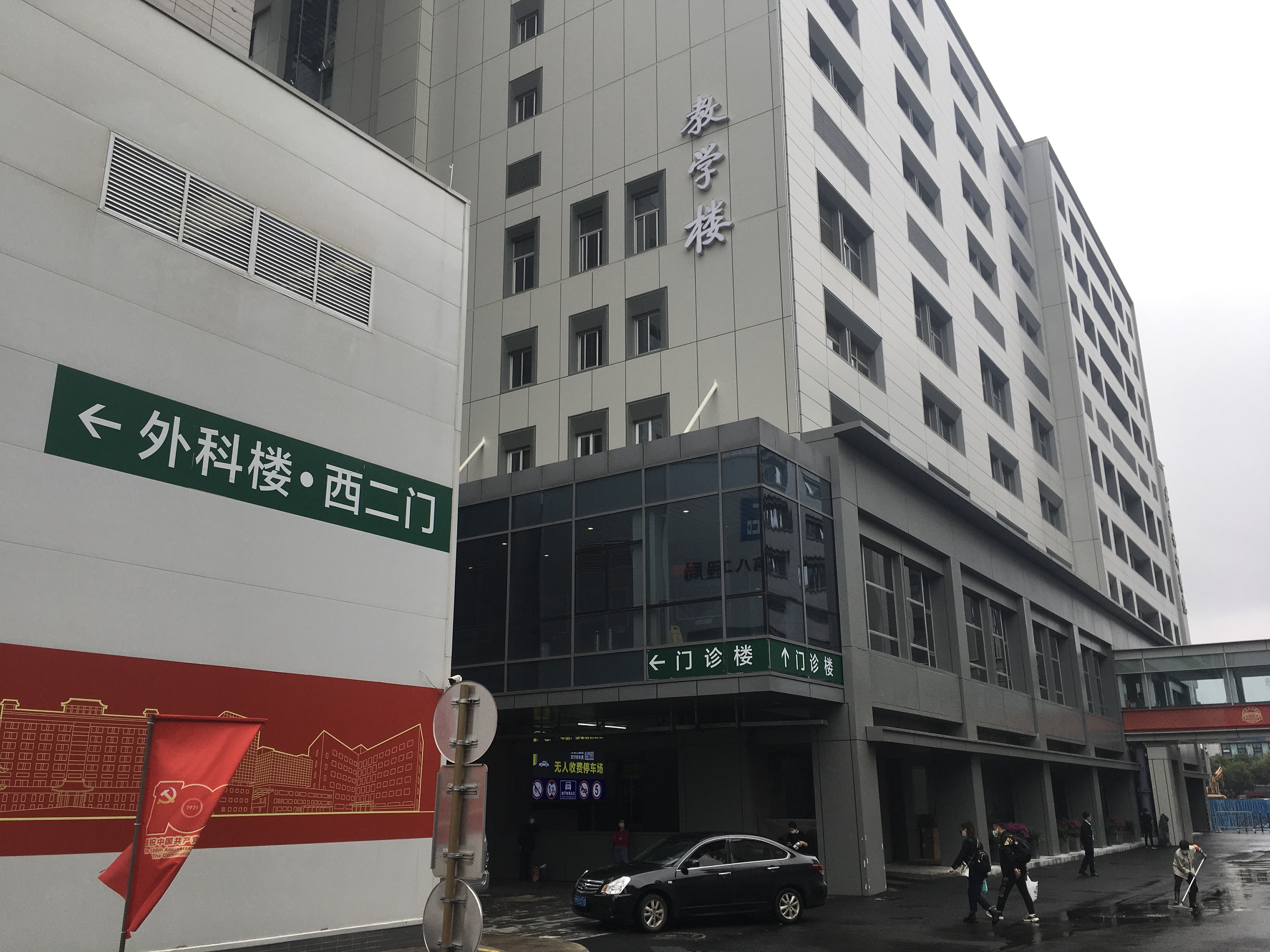
北京協和醫院教學樓

- 内科
  - 心血管内科
  - 呼吸内科
  - 消化内科
  - 血液内科
  - 免疫内科
  - 内分泌
  - 肾内科
  - 感染内科
  - 肿瘤内科
  - 神经内科
  - 普通内科
  - 内科ICU
  - 心理医学

- 外科
  - 基本外科
  - 胸外科
  - 心脏外科
  - 泌尿外科
  - 骨科
  - 神经外科
  - 血管外科中心
  - 乳腺疾病中心
  - 整形美容外科
  - ICU
  - 麻醉科
  - 胰腺外科中心
  - 肠外肠内营养科
  - 肝脏外科
- 妇儿科室
  - 妇产科
  - 儿科

- 五官科室
  - 耳鼻喉科
  - 口腔科
  - 变态反应科
  - 皮肤科
  - 眼科

- 急诊科

- 病案、中医
  - 中医科
  - 病案科

- 医技科室
  - 检验科
  - 放射科
  - 核医学
  - 理疗科
  - 放疗科
  - 病理科
  - 超声诊断科

- 特需医疗部
- 后勤辅助
- 体检中心

## 职工组成
| 前任院长、党委常委   | 赵玉沛 (2020年11月4日卸任) |
| 现任院长、党委常委   | 张抒扬 (2020年11月4日就任) |
| 院党委书记           | 吴沛新                     |
| 院党委副书记         | 柴建军                     |
| 院总会计师、党委常委 | 向炎珍                     |
| 副院长、党委常委     | 韩丁、吴文铭、杨敦干、彭斌 |
| 在职职工             | 4000多人                   |

其中，两院院士3人，正副教授及相应职称人员466人，全国“白求恩奖章”获得者1人，国家级和部级“有突出贡献的专家”12人。

## 获得荣誉
- 1991年通过卫生部三级甲等医院评审
- 1992年评为全国卫生系统先进集体
- 1997年评为北京市十佳医院
- 1998年评为全国百佳医院
- 1998年评为全国模范职工之家
- 1999年获全国创建文明行业先进单位
- 2003年获全国卫生系统先进集体
- 2003年获全国卫生系统行业作风建设先进集体
- 2003年获全国五一劳动奖状

## 院內出生名人
- 詹姆斯.格兰特（英语：James P. Grant），联合国儿童基金会主席, 1922年5月22日生於該院。[3]
- 袁隆平，雜交水稻育種專家、中國工程院士，1930年9月7日生於該院。[4]
- 李小鵬，中國國務院總理李鵬的長子，1959年6月7日生於該院。[5]
- 王菲，香港著名歌手，1969年8月8日出生該院，其兩名女兒竇靖童和李嫣也在協和醫院出生。[6]
- 毛東東，毛新宇的長子，毛澤東的曾孫，2003年12月26日生於該院。[7]

## 院内逝世名人

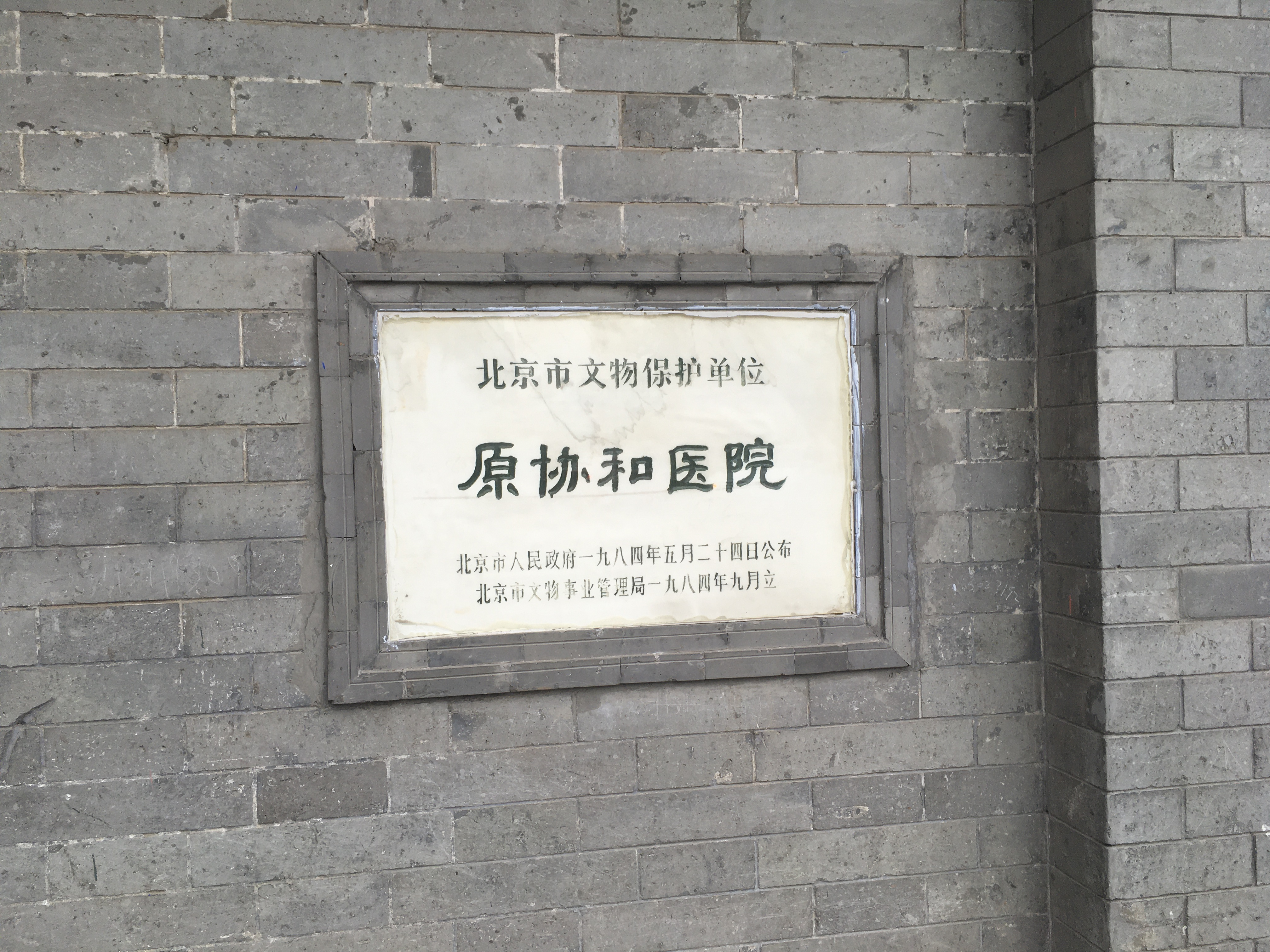
原協和醫院牌

- 中华民国国父孫中山在1925年3月12日因肝癌於该院病逝。
- 清末民初年間的中国近代思想家、政治家、教育家、史学家及文学家梁啟超1929年1月19日於该院病逝。
- 清朝末代皇帝溥仪，1967年10月17日因肾癌 （一说为尿毒症）於该院（当时叫反帝医院）病逝。
- 全国人大常委林巧稚畢業於北京協和醫學院，长期在该院工作，1983年4月22日病逝於该院。
- 英达的父亲英若诚，2003年12月27日因病於该院逝世。
- 香港著名企业家，全国政协副主席霍英东，2006年10月28日因淋巴癌于该院病逝。
- 中國大陸著名女演員李鈺2009年3月14日因淋巴癌病逝於该院。
- 香港著名电影制片人、永盛电影公司老板、向华强胞弟向华胜，2014年11月20日因病於该院逝世。
- 著名女作家、翻譯家和外國文學研究家楊絳（錢鍾書夫人）2016年5月25日於该院病逝。
- 曾经的中国大陸最长寿者、被若干媒体称为“汉语拼音之父”[8][9][10]的周有光于2017年1月14日在该院病逝[11][12]。
- 中国经济学家，北京大学哲学社会科学资深教授厉以宁，2023年2月27日19时31分因病醫治無效于该院病逝。[13]
- 中国著名京剧荀派表演艺术家、国家一级演员孙毓敏，2023年3月28日于该院病逝[14]。

## 关联条目
- 北京协和医学院、中国医学科学院
- 协和医院住宅群
- 洛克菲勒基金会
- 北京市医疗机构列表
- 三级甲等医院
- 林巧稚
- 離島醫療綜合體北京協和醫院澳門醫學中心